# Kal–Koritnica
Kal–Koritnica é uma vila localizada no município de Bovec na Eslovênia. Possuía uma população estimada de 131 habitantes em 2020.